# Ochthebius aztecus
Ochthebius aztecus är en skalbaggsart som beskrevs av Sharp 1887. Ochthebius aztecus ingår i släktet Ochthebius och familjen vattenbrynsbaggar. Inga underarter finns listade i Catalogue of Life.